# Rhododendron inopinum
Rhododendron inopinum är en ljungväxtart som beskrevs av I. B. Balfour. Rhododendron inopinum ingår i släktet rododendron, och familjen ljungväxter. Inga underarter finns listade i Catalogue of Life.